# 工人民主党 (埃及)
工人民主党（阿拉伯语：‎）是埃及的一个左翼政党。该党成立于2011年埃及革命爆发不久后，由左翼统一战线组织“哈希德”和国际社会主义倾向埃及分支革命社会主义者发起建立。该党的意识形态是劳工主义、社会主义、反锡安主义。该党是左翼政党联盟社会主义力量联盟的成员。该党参与埃及工会联合会的活动。